# Burgruine Sichelnstein

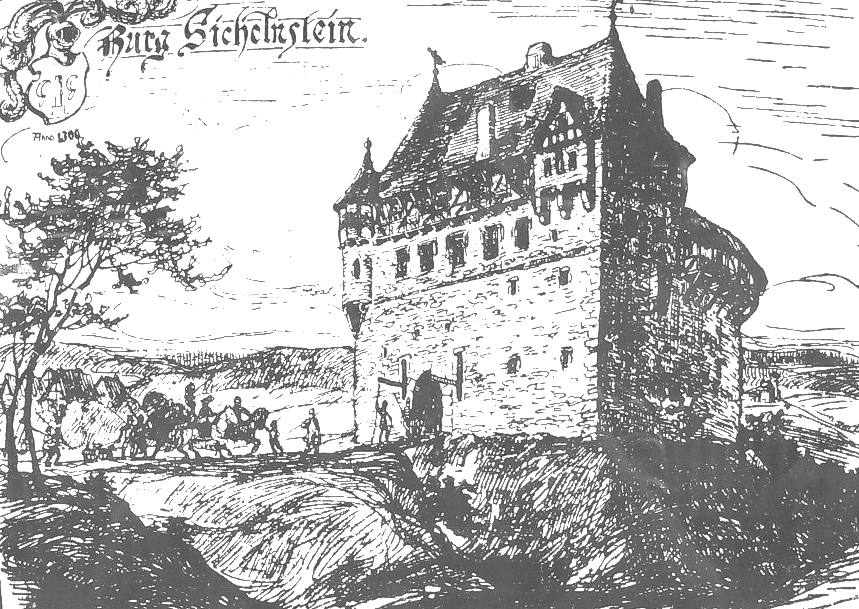
Burg Sichelnstein vor 1372

Die Burgruine Sichelnstein ist eine Burgruine in Sichelnstein, einem Gemeindeteil von Staufenberg im Landkreis Göttingen, Niedersachsen (Deutschland).

## Geographische Lage
Die Hangburg Sichelnstein befindet sich in den westlichen Ausläufern des Kaufunger Walds im Naturpark Münden. Innerhalb Sichelnsteins liegt die Hangburg nördlich oberhalb dem Tal des Ingelheimbachs, einem nordöstlichen Zufluss der Nieste, auf rund 325 m ü. NN.
Eine weitere Burg im Niesteeinzugsgebiet stand mit der Burg Sensenstein 4,6 km südlich bei der Gemeinde Nieste, die noch als Bodendenkmal erhalten ist.

## Namenslegende
Missgunst und Witzelei gaben den beiden Burgen diesseits und jenseits der früher braunschweigisch-hessischen Grenze ihre Namen in Verbindung mit Sichel und Sense, ähnlich dem bekannten Beispiel der rheinischen Burgen Katz und Maus. Der Legende nach errichtete der Braunschweiger Herzog Otto der Quade am Fuß des Staufenbergs eine Burg nur aus dem Grund, den Hessen das Getreide bequemer räubern zu können. In Anspielung hierauf soll er die Burg Sichelnstein getauft haben, während Landgraf Hermann der Gelehrte ihm die Burg Sensenstein gegenüber setzte und mit dem größeren Namen auch umfassendere Absichten andeutete.

## Geschichte
Weder Anlass der Namensgebung noch Zeit der Erbauung der Burg Sichelnstein sind jedoch belegt. Durch eine Urkunde des Jahres 811 gesichert ist lediglich, dass zwei sächsische Edle mit Namen Amelung und Hiddi wegen ihrer Ergebenheit zu Karl dem Großen ihr Land verlassen mussten und sich in der Gegend von Vuivisanger, dem heutigen Wolfsanger, ansiedelten. Hiddis Sohn Esiko gründete die Siedlung Esikerode, heute Escherode, während Amelungs Sohn Bennit das Dorf Benniterode, heute Benterode anlegte. Beide Orte gehören, wie Sichelnstein, heute zur Großgemeinde Staufenberg.
Nahe liegt, dass noch im 9. Jahrhundert die nächsten Nachkommen Amelungs die Burg Sichelnstein erbaut haben, um ihre Feldfluren zu schützen, denn am Ende einer Schlacht bei Merseburg im Jahr 933 wurde Amelungs Urenkel, der sich bereits Wittilo von Sichelnstein nannte, zum Ritter geschlagen und erhielt von König Heinrich l. die Erlaubnis, seinen weißen Schild mit einem gelben Rand, zwei silbernen Sicheln und einer Marmorsäule in der Mitte zu schmücken, Symbole, die heute noch in den Wappen von Sichelnstein und Staufenberg enthalten sind.
Mit dem Ausbruch des Sternerkriegs 1372, in dem sich die Ritterschaft gegen den hessischen Landgrafen erhob, ließ Herzog Otto der Quade von Braunschweig die Burg von Grund auf neu befestigen und fiel von hier aus mit seinen Rittern in Hessen ein, letztlich ohne Erfolg. Die Scharmützel, Belagerungen und Plünderungen endeten 1373 zugunsten der Hessen, so dass Otto den Sichelnstein mit dem dazugehörenden Amt ein Jahr später abtreten musste.
Burg und Amt Sichelnstein wechselten später durch Verpfändung mehrmals den Besitzer. Die Burg muss aber bereits 1379 wieder braunschweigisch gewesen sein, denn in diesem Jahr wurde sie der zweiten Gemahlin Ottos des Quaden zusammen mit Schloss und Stadt Münden als Leibgedinge und Morgengabe verschrieben und diente der Herzogin später als Witwensitz. Um 1500 verwaltete wieder der hessische Landgraf die Burg und bestellte seinen Lehnsmann Friedrich Trott als Amtmann dorthin. Ihm unterstand das Obergericht. Damit bezeichnete man die Ortschaften auf der Hochfläche oberhalb von Münden, ein Begriff, der bis heute für die Gesamtheit aller Dörfer zwischen Nieste und Werra geläufig ist. Große Besitztümer, unter anderen auch der Kaufunger Wald gehörten zur Burg Sichelnstein. Noch im Jahr 1557 mussten die Bauern aus den Ortschaften Nienhagen, Sichelnstein, Benterode, Wahnhausen, Lutterberg, Escherode, Landwehrhagen, Laubach, Spiekershausen, Speele, Hedemünden, Oberode und Bonaforth ihren Teil Zinsfrucht abliefern.
Über die späteren Schicksale der Burg Sichelnstein einschließlich ihrer Zerstörung sind keine Zeugnisse abgelegt, doch ist anzunehmen, dass sie das Los vieler Burgen im Dreißigjährigen Krieg teilte. Das Steinmaterial fand nach dem Verfall der Burg Verwendung beim Bau Sichelnsteiner und Benteröder Häuser. Als 1787 die alte Dorfkirche in Benterode einzustürzen drohte, sah man sich zu einem Neubau gezwungen und benutzte dazu die Reste der Burg Sichelnstein als Steinbruch. Auch die Zugbrücke und der Schlosstorzugang verschwanden vor mehr als 100 Jahren.

## Aufbau
Der Grundriss der Anlage weist eine eigentümliche Hufeisenform auf, dessen Bogen gegen Westen gerichtet ist, die gerade Seite liegt nach Osten. Eine sieben bis zehn Meter hohe Umfassungsmauer bildet den Überrest der einstigen Festung, aus der alle Innenmauern verschwunden sind. Die Burg muss ehemals höher gewesen sein, denn in den noch erhaltenen Mauern befindet sich keine größere Fensteröffnung und erst in einer Höhe von zehn Metern kann man in der Stirnseite die untersten Fensterbänke und Öffnungen erkennen. Die Burg ist unregelmäßig gebaut, der Winkel der einen Ecke gleicht nicht dem spitzen Winkel der anderen.
Der mittelalterliche Wohnbau lässt sich noch gut an schlitzartigen Fenstern mit und ohne Nischen, dem Ansatz eines durchgehenden Kamins, inneren Kragsteinen für die Aufnahme der Deckenbalken und äußeren Konsolen mit den Erkerwänden des geheimen Gemaches, wie der Abort genannt wurde, erkennen.
Tiefe Gräben, von denen noch der Westgraben vorhanden ist, schützten einstmals die Burg vor Eindringlingen. Der einzige Zugang war von der Ostseite her über einen mit einer Zugbrücke über den Wallgraben gesicherten Torweg möglich, der zu einer Burgpforte in gotischer Spitzbogenform führte, durch die man heute noch das Innere der Ruine betritt.

## Heutige Nutzung

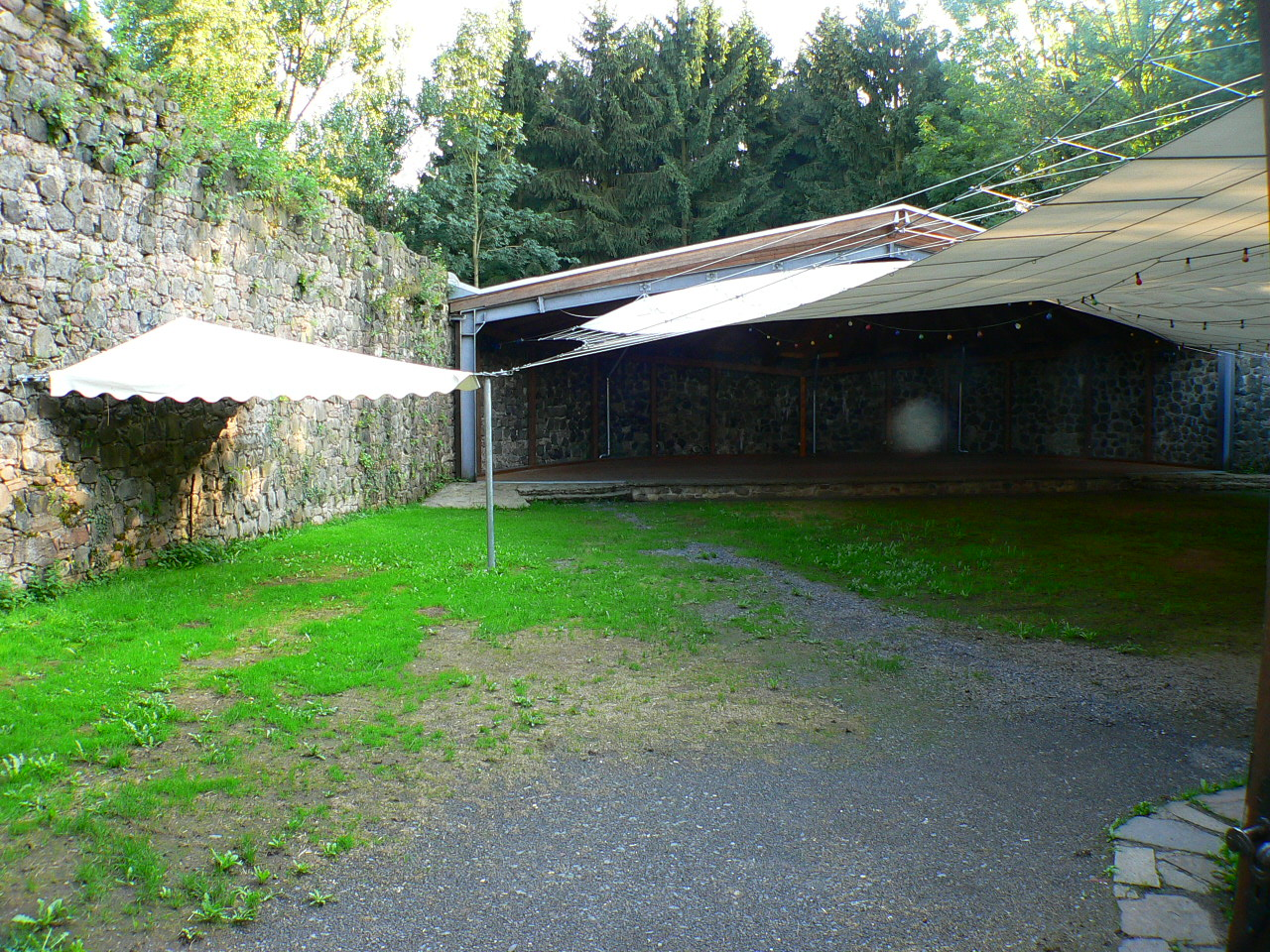
Innenhof mit Freilichtbühne

Nachdem 1973 bis 1979 das damals neu gegründete Staufenberg mit finanzieller Unterstützung der Bundesregierung und des Landkreises Göttingen die Ruine durch eine gründliche Restaurierung vor dem weiteren Verfall bewahrte, entwickelte sich dieses einzige kulturhistorische Baudenkmal auf Gemeindegebiet schnell zu einem Treffpunkt und einer Versammlungsstätte für die Bürger und Vereine und zur Abhaltung kultureller Veranstaltungen. In der Burganlage befindet sich heute eine Freilichtbühne, die in den Sommermonaten für Konzerte genutzt wird. Der gesamte Burghof ist mit einer ausfahrbaren Zeltdachkonstruktion zu überdachen. Aber auch für Trauungen, Hochzeits- und andere Feiern kann die Anlage gemietet werden.